# Кюспе
Кюспе е страничен продукт при производството на растителни масла от маслодайни растения. Концентриран фураж за селскостопански животни с високо съдържание на белтъчини (15-40%).
Получава се като остатък при процеса на извличане (обикновено чрез пресоване) на растителни масла от маслодайни култури (слънчоглед, рапица, лен и др.). Кюспето е продукт, успешно използван като стръв от риболовците.

## Видове
- Слънчогледово;
- Памучно;
- Ленено;
- Рапично
- Конопено — ценна храна за коне, свине и едър рогат добитък (дневно до 2,5 кг), добра примамка за риба (за тази цел се използва и слънчогледов шрот). Химически състав: вода – 11%, сурови белтъчини – 31%, белтъчини – 29,6%, мазнини – 7,7%, 24,7% влакна, безазотни екстрактни вещества – 17,7%
- Кедрово — ценна стока в производството на сладкарски и хлебни изделия и като цяло – в хранително-вкусовата промишленост.
- Соево — продукт, получен чрез пресоване на соеви култури.
- Маслиново